# نظام الهروب من الإطلاق

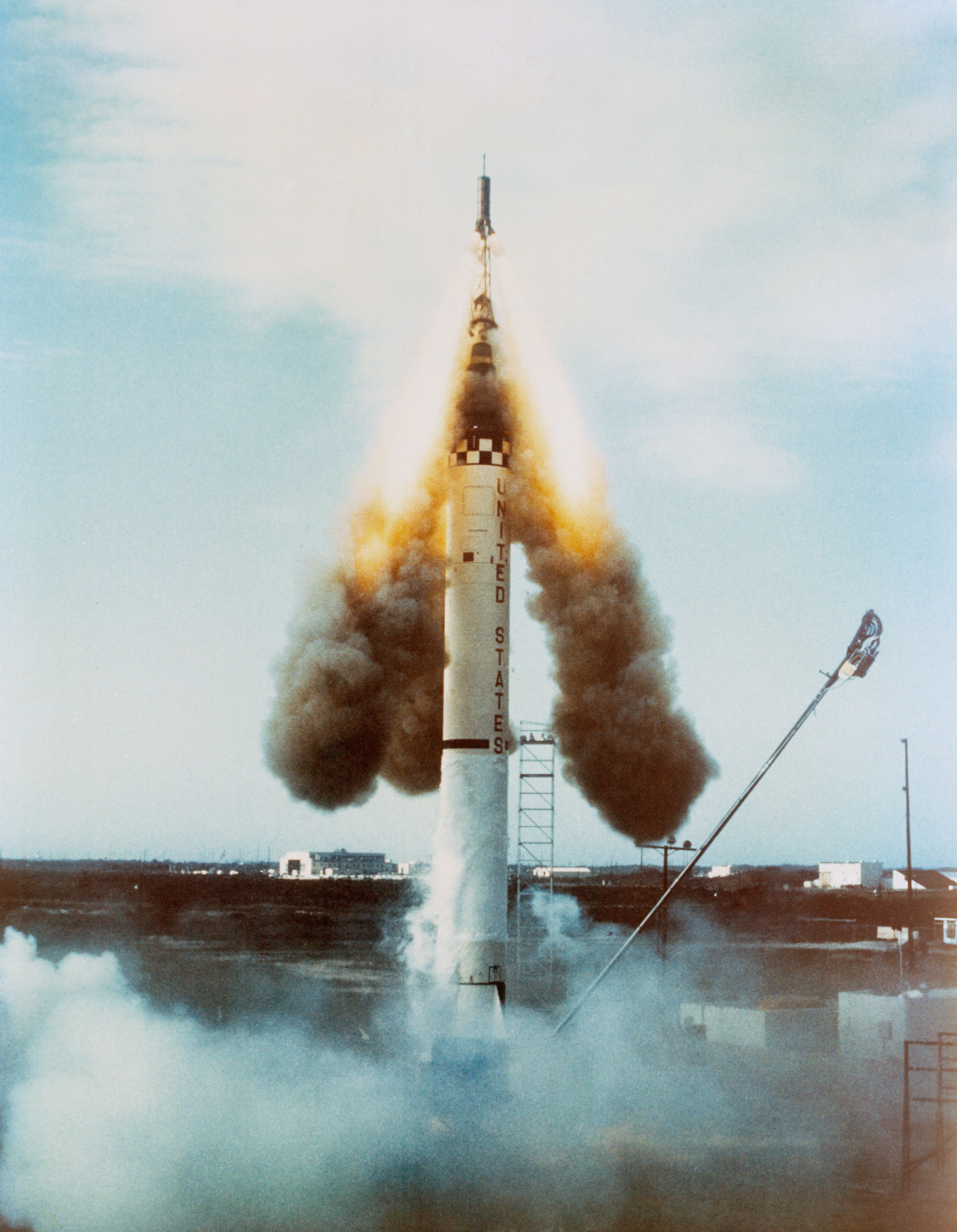
فشلت عملية إطلاق ميركوري-ريدستون 1 بسبب عطل كهربائي، حيث ارتفع الصاروخ 4 بوصات فقط قبل أن يعود إلى المنصة. كبسولة نظام الهروب من الإطلاق فشلت في الإنفصال وظلت متصلة بالصاروخ.

نظام الهروب من الإطلاق (إل إي إس) أو نظام إحباط الإطلاق (إل إيه إس) هو نظام لحماية الطاقم متصل بالكبسولة الفضائية يُستخدم لفصل الكبسولة بسرعة عن مركبة الإطلاق في حالات الطوارئ التي تتطلب إحباط الإطلاق، مثلًا في حالة الانفجارات الوشيكة. عادةً ما يُتحكم في نظام الهروب من الإطلاق من خلال نظام كشف الأعطال الآلي للصاروخ والتفعيل اليدوي من قِبل قائد الطاقم. يمكن استخدام نظام الهروب من الإطلاق عندما تكون مركبة الإطلاق لا تزال على منصة الإطلاق، أو أثناء صعودها إلى الفضاء. عادةً هناك نوعين من هذا النظام:
- صاروخ يعمل بالوقود الصلب، يُركب فوق الكبسولة على برج، ويوفر قوة دفع كبيرة نسبيًا لفترة وجيزة كافية لإبعاد الكبسولة مسافةً آمنة عن مركبة الإطلاق، وعند هذه النقطة يمكن استخدام مظلة للهبوط بالكبسولة بسلام على اليابسة أو الماء. خلال المهمات العادية، يتم التخلص من البرج والصاروخ عند عدم الحاجة إليهما، أو عندما يصبح من غير الممكن استخدامهما بشكل فعال لإحباط المهمة. استُخدم هذا النظام في كبسولات ميركوري وأبولو وسويوز وشنتشو.
- يجلس الطاقم على مقاعد قذفية كما هو الحال في الطائرات العسكرية، ويعود كل فرد من أفراد الطاقم إلى الأرض باستخدام مظلة فردية. هذه النظام فعال فقط في نطاق محدود من الارتفاعات والسرعات. استُخدم هذا النظام في كبسولتي فوستوك وجيمناي.

## نظرة تاريخية
طُورت فكرة استخدام صاروخ لفصل الكبسولة على المركبة الفضائية من قِبل ماكسيم فاجيت في عام 1958. استُخدم النظام، الذي يشمل برجًا صاروخيًا أعلى الكبسولة، لأول مرة في اختبار كبسولة مشروع ميركوري في مارس 1959. تاريخيًا، استُخدم نظام الهروب من الإطلاق في مركبتي أبولو وميركوري. استخدم كلا التصميمين محركًا صاروخيًا يعمل بالوقود الصلب. بُني النظام الخاص بكبسولة ميركوري بواسطة شركة جراند سينترال روكيت في ريدلاندز، كاليفورنيا (والتي أصبحت فيما بعد شركة لوكهيد للدفع). استخدمت كبسولة أبولو تصميمًا مشابه لنظام ميركوري. يُستخدم هذا النظام حاليًا في مركبة سويوز الروسية ومركبة شنتشو الصينية. تستخدم مركبة دراجون 2 التابعة لشركة سبيس إكس نظامًا يعمل بالوقود السائل مُدمج في الكبسولة لتقليل كلفة المركبة الفضائية.

## الاستخدام
كانت أول رحلة تجريبية كاملة لنظام الهروب من الإطلاق هي مهمة أبولو إيه 004 في 20 يناير 1966. استخدمت المهمة صاروخًا معززًا يُسمى ليتيل جو 2، يحمل نسخةً سابقة من وحدة قيادة أبولو.
اندلعت النيران على منصة إطلاق نظام الهروب من الإطلاق أثناء محاولة إطلاق المركبة الفضائية غير المأهولة سويوز 7 كيه أوه كيه 1 في 14 ديسمبر 1966. لم تشتعل معززات المركبة الجانبية، ما منع الصاروخ من الانطلاق. بعد نحو 30 دقيقة، أثناء تأمين المركبة، انطلق محرك نظام الهروب من الإطلاق. أشعلت متفجرات الانفصال حريقًا في المرحلة الثالثة للصاروخ، ما أدى إلى انفجار أسفر عن مقتل أحد عمال المنصة. أثناء محاولة الإطلاق، تحول المعزز من استخدام الطاقة الخارجية إلى استخدام الطاقة الداخلية كالعادة، ما أدى بعد ذلك إلى تنشيط نظام استشعار الإحباط. في الأصل كان يُعتقد أن انطلاق نظام الهروب من الإطلاق نتج عن ميلان الصاروخ بما يزيد عن 7 درجات بفعل أحد أذرع المنصة، الذي يُعتبر أحد دوافع انطلاق النظام.
حدث الاستخدام الأول للنظام في مهمة مأهولة أثناء محاولة إطلاق صاروخ سويوز تي 10 1 في 26 سبتمبر 1983. اشتعلت النيران في الصاروخ، قبل الإطلاق مباشرةً، ما دفع النظام للانطلاق وحمل كبسولة الطاقم بعيدًا، قبل ثوانٍ من انفجار الصاروخ. تعرض الطاقم لتسارع تراوح بين 14 و17 ضعف تسارع الجاذبية الأرضية (بين 140 و170 متر/ثانية مربعة) لمدة خمس ثوانٍ وتعرضوا لرضوض شديدة. وصلت الكبسولة إلى ارتفاع 2000 متر (6600 قدم) وهبطت على بعد 4 كيلومترات (2.5 ميل) من منصة الإطلاق.
في عام 2018، انفصل طاقم سويوز إم إس 10 عن مركبة الإطلاق الخاصة به بعد فشل انفصال الصاروخ المعزز على ارتفاع 50 كيلومتر أثناء الصعود. مع ذلك، خلال هذه المرحلة من المهمة، كان نظام الهروب من الإطلاق قد انفصل بالفعل ولم يُستخدم لفصل كبسولة الطاقم عن مركبة الإطلاق. استُخدمت محركات احتياطية لفصل كبسولة الطاقم التي هبطت بسلام وبدون إصابات بعد نحو 19 دقيقة من الإطلاق.